# 杰·温安洛
杰·温安洛（英語：Jay Van Andel；1924年6月3日—2004年12月7日）是位美国的商人，与理查·狄维士联合创办了安利公司。此外，他在1979年至1980年间是美國商會主席，后在1980年至1985年间任其资深委员会成员。另，他也为宗教、政治保守派（包括共和黨）提供资金援助。